# Tom Pouce
Pour les articles homonymes, voir Tom Pouce (homonymie), Pouce, Tom Thumb (homonymie) et Thumb (homonymie).
Tom Pouce (en anglais : Tom Thumb) est un héros du folklore anglais.
Ce personnage, si petit que sa taille n'excédait pas celle du pouce de son père, est un des personnages les plus répandus dans les folklores européens. Il est répertorié par Aarne et Thompson sous le numéro de conte-type 700, Tom Thumb.
L’Histoire de Tom Pouce est le premier conte merveilleux qui ait été imprimé au Royaume-Uni, dès le XVIIe siècle. Ces livres, initialement destinés aux adultes, sont peu à peu, vers le milieu du XVIIIe siècle, édités spécialement pour les enfants (donnant parfois pour auteur Tom Thumb lui-même), et souvent édulcorés. Au milieu du XIXe siècle, Tom Pouce était devenu un incontournable de toute bibliothèque anglaise pour enfants. En 1819, les frères Grimm publient Tom Pouce (sous le nom de Daumesdick) dans la 2e édition des Contes de l'enfance et du foyer (Kinder- und Hausmärchen). Le conte ne doit pas être confondu avec l'histoire du Petit Poucet, popularisée par Charles Perrault et relevant d'un schéma très différent.
D'autres personnages de toute petite taille, semblables à Tom Pouce, apparaissent dans des contes populaires du monde entier.
Par antonomase, le nom de Tom Pouce, duquel provient l'onomastisme nominal tom-pouce, a servi à désigner des personnes, mais aussi des objets de petite taille.

## Présentation

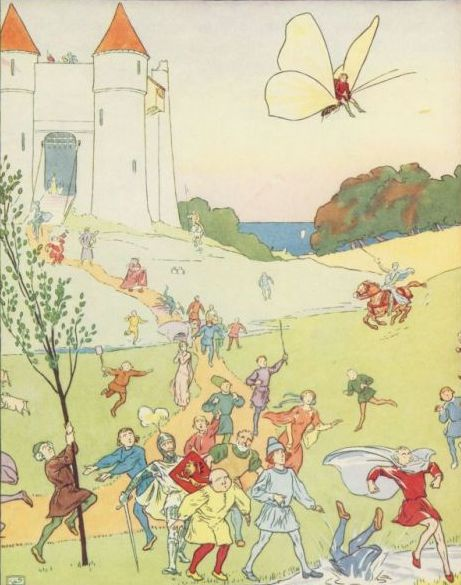
Tom Pouce sur un papillon, illustration de L. Leslie Brooke, 1905

Le conte parle d'un couple âgé qui regrette de ne pas avoir eu d'enfant. Ils en viennent à souhaiter un enfant quelle que soit sa taille, même s'il doit n'être « pas plus grand que le pouce », ou qu'un objet de taille identique (morceau de pâte pétrie). L'enfant naît alors, d'une manière plus ou moins surnaturelle. Il reçoit un nom en rapport avec sa petite taille : Tom Pouce, Poucet, Pouçot, Grain-de-Millet, Grain-de-Mil, etc. En dépit de sa petite taille, il vit des aventures extraordinaires. Il mène le cheval ou le bœuf de son père au labour en s'installant dans l'oreille de l'animal. Il est avalé par une vache, et s'en tire évidemment. Il permet d'arrêter des voleurs. Dans certaines versions, il meurt à la fin du récit.

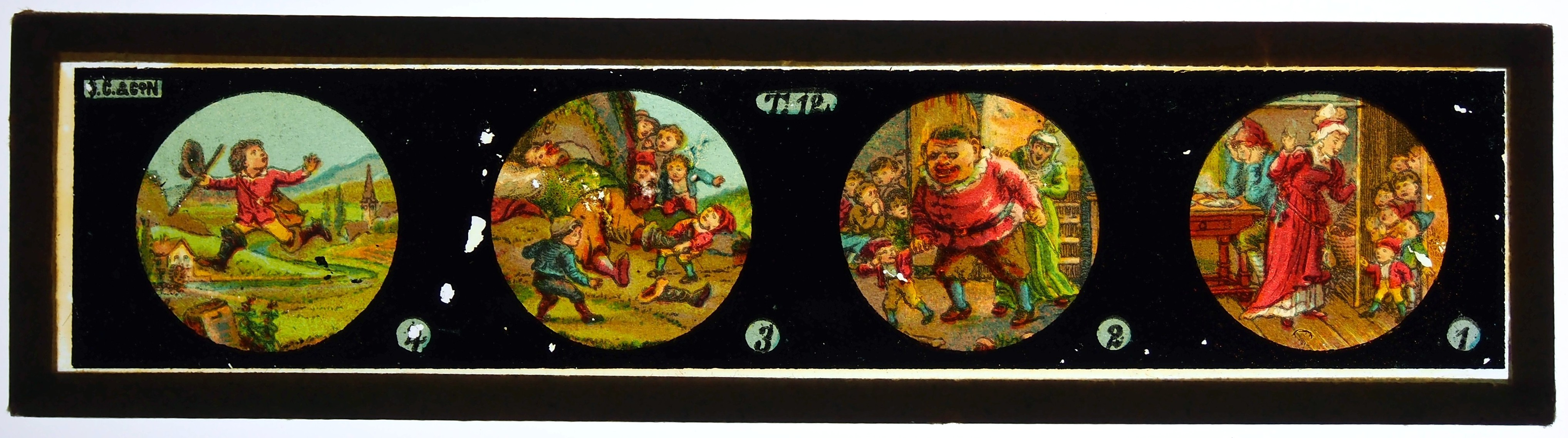
Tom Pouce, image pour lanterne magique. Papier translucide collé sur plaque de verre, vers 1880-1910.

## Formes locales

### Allemagne

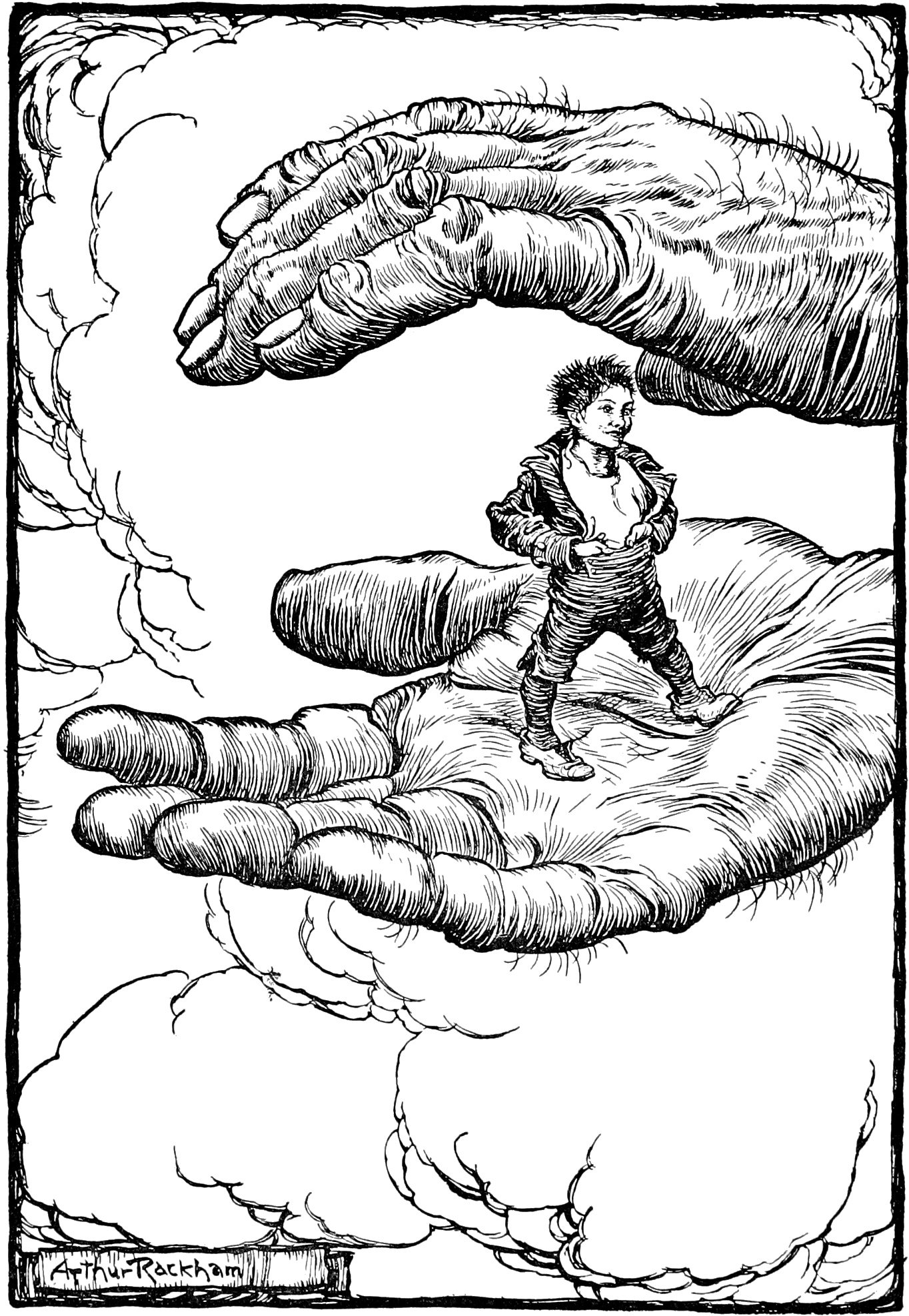
Tom Thumb, illustration des contes de Grimm par Arthur Rackham, 1909.

- Dans la tradition allemande, Daumesdick est un joyeux et courageux petit héros.
- Der kleine Däumling
- Dans la version des frères Grimm publiée dans le recueil des Contes de l'enfance et du foyer (Kinder- und Hausmärchen), il est également avalé par un loup. Le père de Tom lui ouvre le ventre avec des ciseaux et un couteau et en tire le petit Tom.

### Bulgarie
- Pedya Chovek

### Canada
- Province de Québec : Poucet, P'tit Poucett'

### Chili
- Piñoncito

### Espagne
- Pulgarcito
- Catalogne : Patufet

### France

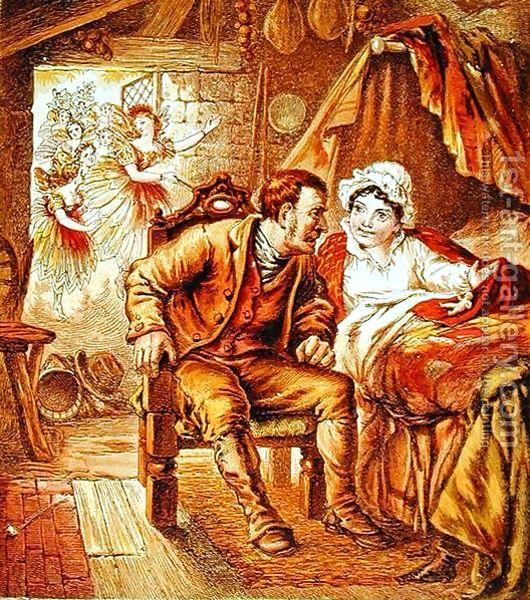
La naissance de Tom Pouce, gravure par Horace Petherick, 1869.

- Picardie : Jean l'Espiègle, Jean des Pois verts
- Lorraine : le Petit Poucet, le Petit Chaperon bleu, Jean Bout-d'Homme
- Nivernais, Berry : Pouçot, Peuçot, Poucet, Tit Poucet
- Bretagne : Mettig, le petit Modic, le petit Birou[5], Pouçot
- Ouest, Angoumois, Vendée : le Petit Pouzet (Poucette, Pouzette), Petit-Jean
- Bourbonnais, Forez : Gros-de-Poing, Plen-Pougnet
- Auvergne : Plein-Poignet, Prempougni, Plampougnis
- Limousin : Peselon, Tentonin
- Landes, Gascogne, Languedoc : Grain-de-Mil, Gru-de-Mil, Grain-de-Millet, Millassou, Pépérelet
- Pyrénées centrales : Meinòt, Meynot[6]
- Alpes : Poucet, Djan Peouliet [7] (occitan briançonnais)
- Pays basque : Mundu-milla-pes[4]

### Hongrie
- Hüvelyk Matyi

### Italie
- Alpes : Kikéslé (walser), Champournhét / Jan Pëoulhét / Pichó Pusé / Jan Trafoulhét (nord-occitan), Petì Minì (piémontais)[7]

### Japon
- Issun-bōshi

### Lettonie
En Lettonie, il devient Sprîdîtis, un gentil héros dramatique. Il aime Lienîte, mais se dispute sans cesse avec elle et sa marâtre. Il rencontre un jour Mère Vent qui lui confie ses quatre fils. Il ne peut les retenir à cause de leur souffle. Mère Vent lui donne alors un sifflet avec lequel il réussira à faire danser un géant dans les bois. Puis c'est Mère Forêt qui lui donne une baguette magique qui l'aide à vaincre le diable qui voulait s'emparer de la princesse Dorée. Le roi offre la main de sa fille, mais elle refuse d'épouser un si petit homme. Il est si déçu qu'il rentre chez lui où il retrouve un véritable foyer.

### Norvège
- Tommeliten

### Pays-Bas
- Duimedik (À ne pas confondre avec Kleinduimpje qui est Le Petit Poucet)

### Royaume-Uni
- L'histoire de Tom Thumb[8]

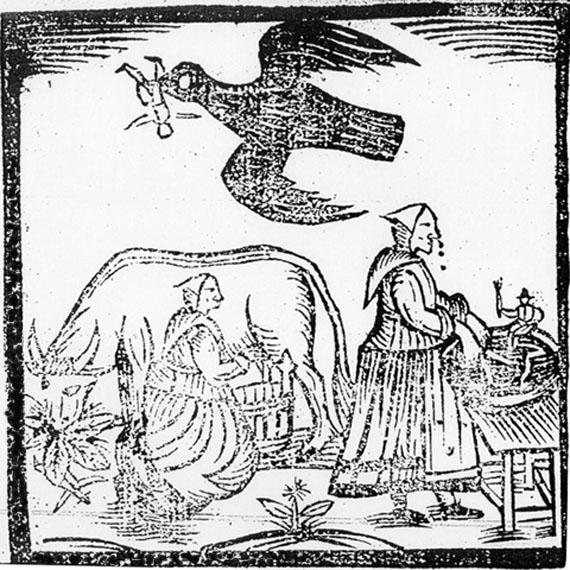
Thom Thumb, gravure de 1621.

Au temps du roi Arthur, le vieux Thomas de la Montagne, laboureur et membre du Conseil du Roi, ne voulait rien tant qu'un fils, même s'il ne devait pas être plus gros que son pouce. Il envoie son épouse consulter Merlin et trois mois après, elle donne naissance au tout petit Tom Pouce. C'est la Reine des Fées en personne, assistée de sa suivante, qui l'aide à naître. Elle lui offre une coquille de noix en guise de chapeau, une chemise taillée dans une fine toile d'araignée, un justaucorps en duvet de chardon, des bas en peau de pomme, et des souliers en peau de souris.
Tom fait usage de tours et de magie, ce qui le place à l'écart des garçons de son âge. Sa mère le garde avec elle pour mieux le surveiller. Cependant, elle est un peu étourdie, et il échappe souvent à sa surveillance. Successivement, il sera enfermé dans un pudding et avalé par un bohémien, puis régurgité ; avalé par une vache, il en ressortira… par une autre issue ; allant au champ avec son père, il se fait transporter dans l'oreille du cheval ; laissé là pour jouer l'épouvantail, il est enlevé par un grand corbeau, et ses parents le recherchent en vain.

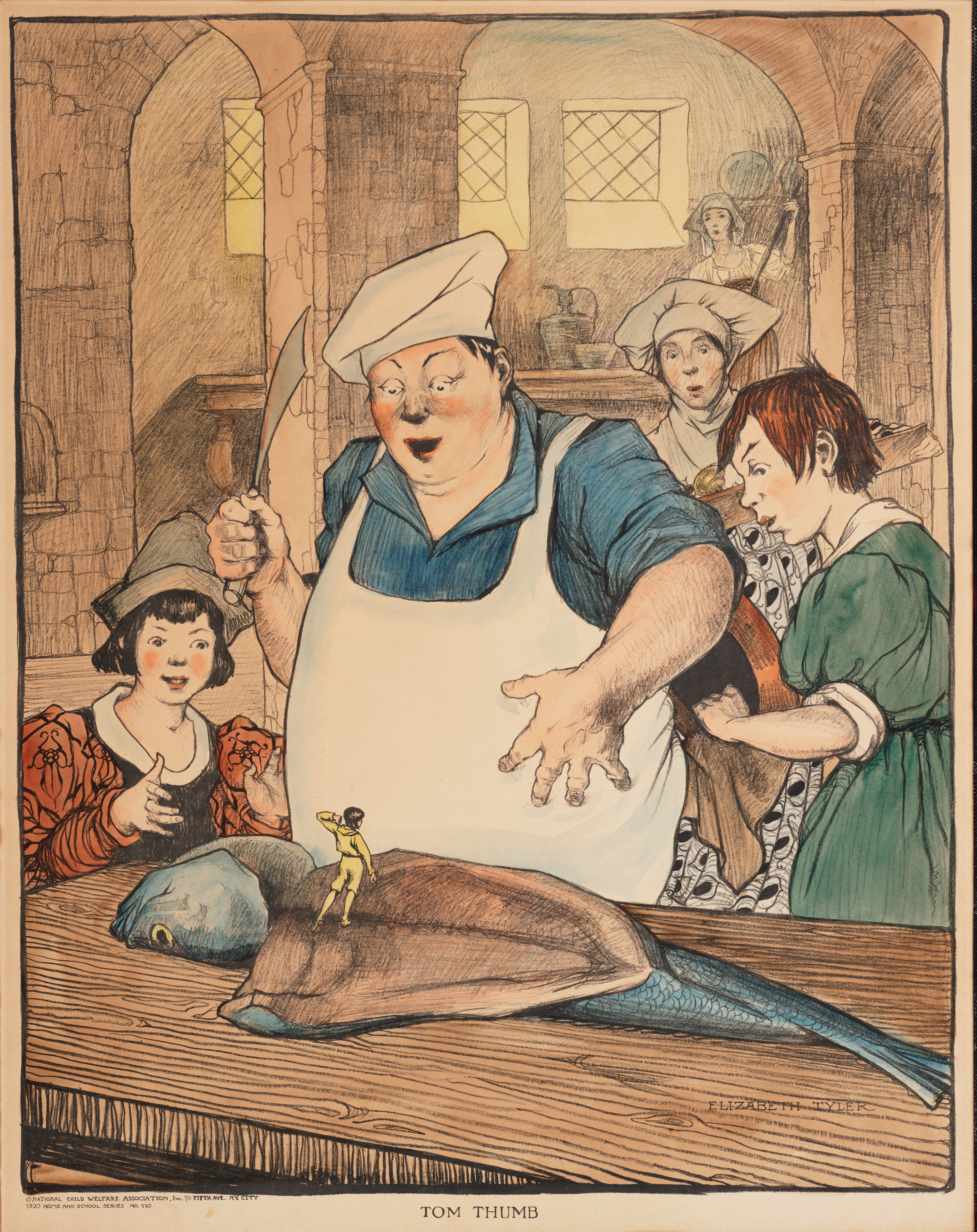
Tom sort du ventre du poisson devant le cuisinier stupéfait. Tom Thumb, par Elizabeth Tyler, vers 1918-1920.

Le corbeau le laisse choir dans le château d'un géant cruel, qui avale le petit comme une dragée. Dans le ventre du géant, Tom se débat tellement qu'il est vomi dans la mer, où il sera cette fois englouti par un poisson, qui sera pêché pour le souper du roi Arthur. Tom sort du ventre du poisson devant le cuisinier stupéfait, et c'est ainsi qu'il devient le Nain attitré du roi.
Tom devient le favori de la Cour, spécialement auprès des dames. Lors de réjouissances, Tom se joint aux joutes et aux danses dans la paume d'une Demoiselle d'honneur. Après un bref retour chez ses parents, à qui il apporte de l'argent du Trésor avec la permission du roi, il retourne à la Cour. La Reine des Fées le trouve endormi sur une rose et lui laisse quelques cadeaux : un chapeau magique de la connaissance, un anneau d'invisibilité, une ceinture permettant de changer de forme, et des souliers qui peuvent le transporter ailleurs en un clin d'œil.
Tom tombe gravement malade lorsqu'une dame lui mouche le nez, mais il est soigné par le médecin du roi, Twaddell des Pygmées. Il part en voyage dans sa coquille de noix et rencontre Gargantua. Chacun fanfaronne sur ses propres pouvoirs, mais quand Gargantua menace de lui faire mal, il tombe prisonnier d'un enchantement : Tom se hâte alors de rentrer chez lui sain et sauf. Finalement, le roi Arthur écoute stupéfait le récit des nombreuses aventures de Tom.
C'est ainsi que se termine le récit de 1621 par Richard Johnson. Il avait promis à ses lecteurs une suite qui n'a jamais été trouvée, si toutefois elle a été écrite.

### Russie
- Lipuniushka

### Serbie
- Palčic

## Variante féminine
Tommelise en danois dans le conte d'Hans Christian Andersen, nommée en français Poucette, adaptée en Poucelina dans le film d'animation canadien éponyme.

## Autres occurrences du nom

### Général Tom Thumb
Général Tom Thumb était le nom de scène de Charles Sherwood Stratton (1838-1883), un célèbre nain du cirque Barnum. Stratton avait 4 ans, mesurait 64 cm et pesait 7 kg lorsqu'il rencontra Phineas Taylor Barnum.
Barnum lui apprit à chanter, à danser et à se produire sur scène et fit de lui une célébrité internationale. Son mariage en février 1863 avec une autre naine, Lavinia Warren fit la une des journaux. Adulte, sa taille n'excéda pas 1,01 m.

### Tom Thumb

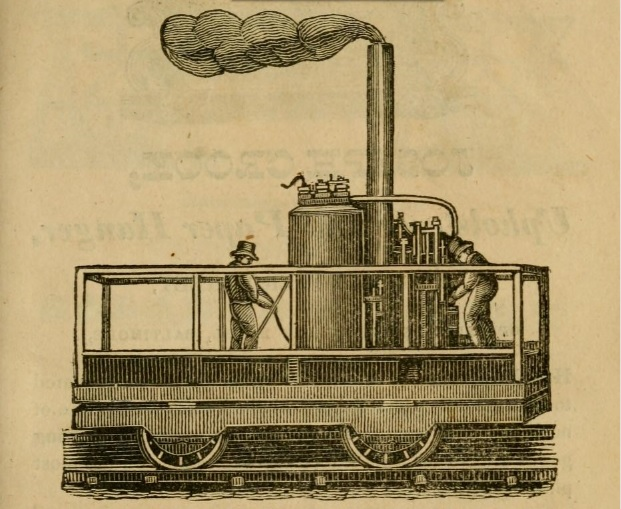
La Tom Thumb à Baltimore, 1831.

La Tom Thumb (locomotive) (en) est le nom de la première locomotive à vapeur construite aux États-Unis et roulant sur rails. Elle fut conçue et construite par Peter Cooper en 1830 pour convaincre les propriétaires de la société Baltimore and Ohio Railroad nouvellement formée d'utiliser des machines à vapeur.
Cooper organisa une course entre sa locomotive et un cheval près de Baltimore, dans le Maryland. Tom Thumb était en tête jusqu'à ce qu'une courroie lâche, et ce fut le cheval qui gagna.

### La plume Tom Pouce
Tom Pouce est aussi un terme pour désigner de petits objets. Ainsi, la maison Blanzy Poure & Cie de Boulogne sur Mer, une des plus importantes entreprises de fabrication de plumes métalliques pour l'écriture, avait en catalogue la plume Tom Pouce, longue de 19,10 mm.

### Quincaillerie
En quincaillerie, le Tom Pouce est un tournevis dont le manche et la lame sont de petite taille, permettant ainsi une utilisation aisée dans un espace réduit. La lame peut être plate, cruciforme, ou de formes diverses, comme pour un tournevis de taille ordinaire.

## Analogies et commentaires
Nicole Belmont étudie ce conte (en tant que représentant des contes « particulièrement destinés aux enfants ») dans sa Poétique du conte, en citant plusieurs versions françaises. Elle l'aborde surtout sous un angle psychanalytique, et insiste sur son aspect oral (la dévoration) et anal (l'« expulsion », parfois exploitée « avec verve, sinon complaisance » par les conteurs, et aussi le fait que dans diverses versions, la naissance de Tom Pouce est associée à un pet). L'aspect phallique serait représenté par la petitesse du héros, qui évoque le pénis (dans certaines versions, il grandit et rapetisse) ; en revanche, Tom Pouce n'accède pas à la sexualité, il ne se marie pas, et rentre finalement chez ses parents.

## Adaptations
- 1958, les Aventures de Tom Pouce - Réalisation : Georges Pal - 98 min - Scénario : Ladislas Fodor, d'après le conte des frères Grimm. Ce film[11], qui remporte en 1959 l'Academy Awards[12] des meilleurs effets spéciaux, rassemble des acteurs comme Russ Tamblyn (Tom Pouce), Alan Young (Woody, le joueur de cornemuse du village), June Thorburn (la Reine de la Forêt), Terry-Thomas (Ivan), Peter Sellers (Tony), entre autres
- Un épisode de la série d'animation Simsala Grimm[13].
- 2004, une apparition dans le film d'animation de Dreamworks Shrek 2.